# Nyáry Lőrinc
Bedeghi Nyáry Lőrinc (1517 körül – Szucsány, 1558 vagy 1559) várkapitány, Hont vármegye főispánja, Berencs és Korlátkő ura, koronaőr.

## Élete

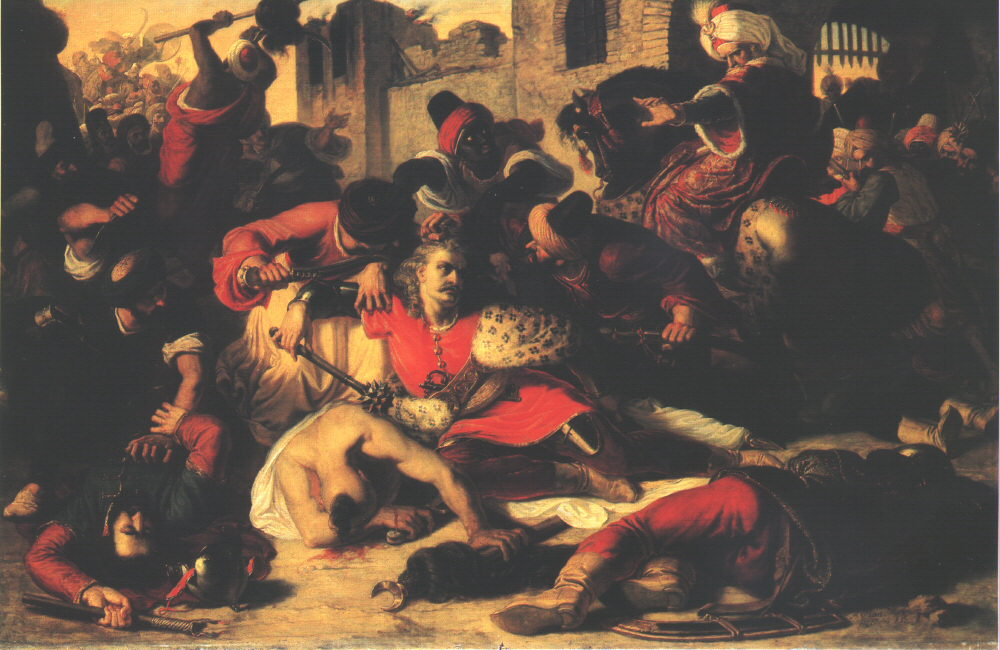
Than Mór, Nyáry Lőrinc és Pekry Lajos elfogatása

Az előkelő nemesi bedeghi Nyáry család sarja. Apja a köznemesi bedeghi Nyáry Miklós (†1537 előtt), földbirtokos. Az apai nagyapja bedeghi Nyáry Gál (fl. 1477-1485), földbirtokos.
Távoli rokona Nyáry Ferenc halála után a király őt nevezte ki Hont vármegye főispánjává. Egyik vezetője volt annak a küldöttségnek, amely a Szent Koronát kísérte, amikor Szapolyai János özvegye, Izabella azt átadta I. Ferdinándnak, aki ezért koronaőrré nevezte ki. 1547-ben a stratégiai fontosságú Szolnok várának kapitányává nevezték ki. 1552 szeptemberében az észak felé nyomuló törökök nagy erőkkel ostromolták meg a várat, és a nagyrészt idegen zsoldosokból álló sereg az éj leple alatt megszökött, de Nyáry maroknyi hűséges emberével a végsőkig kitartott. Török fogságba esett, és a konstantinápolyi Héttoronyban raboskodott, ahonnan egy muzulmánná lett magyar, regőczi Huszár Imre csellel szabadította ki, akinek ezért hálából több falut adományozott. Történetének számos irodalmi feldolgozása született, és a szolnoki csata ihlette Than Mór Nyáry Lőrinc és Pekry Lajos elfogatása című, 1853-ban készült kompozícióját, amely romantikus történeti festészetünk becses darabja.

## Házassága és leszármazottjai
Feleségül vette túróczszentmihályi Thúróczy Márta kisasszonyt, akinek a szülei Thúróczy Miklós, földbirtokos és Zabláth Mária voltak. Nyáry Lőrinc és Thúróczy Márta frigyéből született:
- báró bedeghi Nyáry Péter (†1578 előtt) (1573-tól báró), Turóc vármegye alispánja, földbirtokos. Felesége: nagylucsei Lipcsey Katalin.
- báró bedeghi Nyáry Pál (1550 körül – 1607. december) (1573-tól báró), az egri vár várkapitánya, törökverő hadvezér, Bocskai István erdélyi fejedelem főudvarmestere.
- báró bedeghi Nyáry István (†1582. december 12.) (1573-tól báró), földbirtokos. Neje: túróczszentpéteri Dávid Dorottya.
- Nyáry Dorottya. Férje: várkonyi Amadé Lénárt (†1565 után)
- Nyáry Krisztina (†1601). 1.f.: sárkándi Sárkándy Pál. 2.f.: nagylúcsei Dóczy Gábor.
- báró bedeghi Nyáry Lőrinc (1573-tól báró), földbirtokos. Neje: enyingi Török Margit.
- Nyáry Margit. 1.f.: alszászi Szászy András. 2.f.: kesselőkeői Majthényi Farkas (†1585). 3.f.: lestinei és domanoveczi Zmeskál Jaroszláv.